# Эйсид-техно
Эйсид-техно или эсид-техно (англ. acid techno; с англ. — «кислотное техно») — поджанр техно, который берёт своё начало в лондонских рейв-вечеринках (squat party), проводившихся в основном на открытом воздухе или в заброшенных зданиях в начале 1990-х годов. Для музыки в стиле эйсид-техно характерно интенсивное использование синтезатора Roland TB-303 для создания басовых и сольных партий. В целом композиция содержит меньше повторов, чем другие формы техно-музыки (раннее влияние на эйсид-техно оказала немецкая музыка в стиле эйсид-транс). Для эйсид-техно также характерна неуважительная и нередко политическая направленность, которая прослеживается в названиях композиций и семплах, используемых в треках. Многие основатели этого стиля вышли в своё время из среды панк-рока. Первые фирмы грамзаписи, выпускавшие пластинки с записями в стиле эйсид-техно — Stay Up Forever, Smitten и Routemaster.
Стиль эйсид-техно быстро распространился по всей Великобритании и вышел на международную сцену. Этому немало способствовало и то, что шведская фирма Propellerhead Software выпустила программный синтезатор ReBirth RB-338, в котором имелись две панели, полностью повторяющие внешний вид TB-303, и две ритм-машины. ReBirth весьма достоверно имитировал звук легендарного TB-303, который к тому времени уже был снят с производства. Тем не менее, несмотря на широкое распространение, эйсид-техно остаётся в основном андерграундным стилем; название «эйсид-техно» нередко используется в качестве синонима для рейв-вечеринок под открытым небом.
В течение последних нескольких лет эйсид-техно постепенно уходит от доминирующего саунда TB-303 и превращается в более широкий субжанр техно-музыки, который, впрочем, сохраняет ориентированность на танцующую аудиторию, «лондонский» саунд и отсутствие претенциозности. Музыку в этом стиле выпускают лейблы Hydraulix, Cluster, 4x4 Records, RAW и Powertools.
Большинство продюсеров записей в стиле эйсид-техно являются диджеями. Некоторые наиболее известные лондонские продюсеры входят в состав Stay Up Forever Collective:
- The Liberator DJs (Chris, Aaron and Julian)
- DAVE The Drummer (Henry Cullen)
- Lawrie Immersion
- Geezer
- Rowland The Bastard
- Ant